# Godło Tybetu

Godło Tybetu

Godło Tybetu pochodzi z przyjętej w 1912 roku tybetańskiej flagi.
Godło zawiera wiele symboli buddyzmu i Tybetu. Nad trzema górami pokrytymi śniegiem (symbol Himalajów), widnieją złote słońce i księżyc na tle nieba reprezentujące Tybetańczyków. U zielonego podnóża gór stoją dwa białe lwy, przytrzymujące klejnot. Tzw. lwy śnieżne są częstym motywem dekoracji tybetańskich i występują także na fladze kraju. Klejnot, wewnątrz którego widnieje także koło Dharmy, symbolizuje ośmioraką ścieżkę w buddyzmie, a jego trzy kolory reprezentują filozofię buddyjską. Pod lwami umieszczono napis w języku tybetańskim.